# 沼鼠耳蝠
沼鼠耳蝠（学名：Myotis dasycneme）为蝙蝠科鼠耳蝠属的动物。分布于欧亚大陆，包括中国大陆东北、山东等地。该物种的模式产地在丹麦。